# Jourdain (metropolitana di Parigi)
Jourdain è una stazione della linea 11 della metropolitana di Parigi.

## La stazione
La stazione venne aperta nel 1935. Il nome della stazione ricorda il fiume Giordano per una associazione di idee con san Giovanni Battista. Le chiese del quartiere Belleville sono state dedicate tutte a san Giovanni che, com'è noto battezzò Gesù Cristo nel fiume Giordano; nella principale, vi è stata battezzata Édith Piaf. Da qui il nome della stazione e della strada in cui si trova.

## Interscambi
- Noctilien - N12, N23